# André Amaro
André Fonseca Amaro (Coimbra, 13 agosto 2002) è un calciatore portoghese, difensore o centrocampista dell'Al-Rayyan.

## Caratteristiche tecniche
È un mediano che può giocare anche al centro della difesa.

## Carriera

### Club
Inizia a giocare a calcio nei settori giovanili di Naval ed Académica prima si passare al Vitória Guimarães nel 2018; il 9 maggio 2020 firma il suo primo contratto professionistico con il club portoghese ed il 21 dicembre debutta in occasione dell'incontro di Primeira Liga vinto 4-0 contro il Santa Clara.

### Nazionale
Ha giocato nelle nazionali giovanili portoghesi Under-20 ed Under-21; nel 2023 con quest'ultima nazionale ha anche partecipato ai campionati europei di categoria.

## Statistiche
Statistiche aggiornate al 9 aprile 2021.

### Presenze e reti nei club
| Stagione        | Squadra             | Campionato      | Campionato | Campionato | Coppe nazionali | Coppe nazionali | Coppe nazionali | Coppe continentali | Coppe continentali | Coppe continentali | Altre coppe | Altre coppe | Altre coppe | Totale | Totale | Totale |
| Stagione        | Squadra             | Comp            | Pres       | Reti       | Comp            | Pres            | Reti            | Comp               | Pres               | Reti               | Comp        | Pres        | Reti        | Pres   | Reti   |        |
| --------------- | ------------------- | --------------- | ---------- | ---------- | --------------- | --------------- | --------------- | ------------------ | ------------------ | ------------------ | ----------- | ----------- | ----------- | ------ | ------ | ------ |
| 2020-2021       | Vitória Guimarães B | CdP             | 12         | 0          |                 | -               | -               |                    | -                  | -                  |             | -           | -           | 12     | 0      |        |
| 2020-2021       | Vitória Guimarães   | PL              | 4          | 0          | CP+CdL          | 0               | 0               |                    | -                  | -                  |             | -           | -           | 4      | 0      |        |
| Totale carriera | Totale carriera     | Totale carriera | 16         | 0          |                 | 0               | 0               |                    | -                  | -                  |             | -           | -           | 16     | 0      |        |